# Селимпаша
Селимпаша, познат у византијским временима као Епибатес или Епиват (транслит.), је градско насеље на европској страни Турске, округ Силиври у Истанбулском вилајету.
Град се налази на северозападној обали Мраморног мора, 50 km западно од Истанбула и 13 -km}- источно од Силиврија. Из насеља потиче православна светитељка Петка. Селимпаша је данас летовалиште са дугим пешчаним плажама.

## Историја
У време (10. век) када се у њему родила будућа хришћанска светитељка Света Петка, оно је било село. Налазило се на „србској земљи” близу града Калистратије. То место је почетком 20. века називано - Пивадос код Силиврије.
Епиват се предао Турцима одмах након пада Константинопоља (1453) скупа са Силивријом.
Грчка школа се јавља у Епивату 1796. године.